# Jarlis Mosquera
Jarlis Ariel Mosquera Mosquera (ur. 3 września 1983) – kolumbijski zapaśnik w stylu wolnym. Olimpijczyk z Pekinu 2008, gdzie zajął dziewiętnaste miejsce w kategorii 84 kg.
Zajął 38 miejsce na mistrzostwach świata w 2011. Trzy medale na mistrzostwach panamerykańskich, srebro w 2008 i 2014. Mistrz igrzysk Ameryki Południowej w 2014 i mistrzostw w 2012 i 2016. Wicemistrz igrzysk Ameryki Środkowej i Karaibów w 2006 i 2010. Pięć medali na igrzyskach boliwaryjskich, złoty w 2009 roku w stylu wolnym. Mistrz panamerykański juniorów w 2002 roku.